# 머리덮개 널힘줄
머리덮개 널힘줄(epicranial aponeurosis, aponeurosis epicranialis, galea aponeurotica) 또는 모상건막은 널힘줄(치밀 섬유 조직의 단단한 층)이다. 인간과 많은 다른 동물의 두개골의 윗부분을 덮는다.

## 추가 이미지

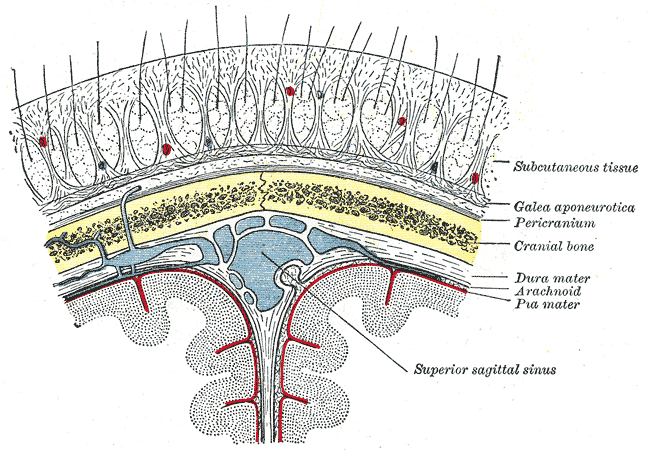
Diagrammatic section of scalp.
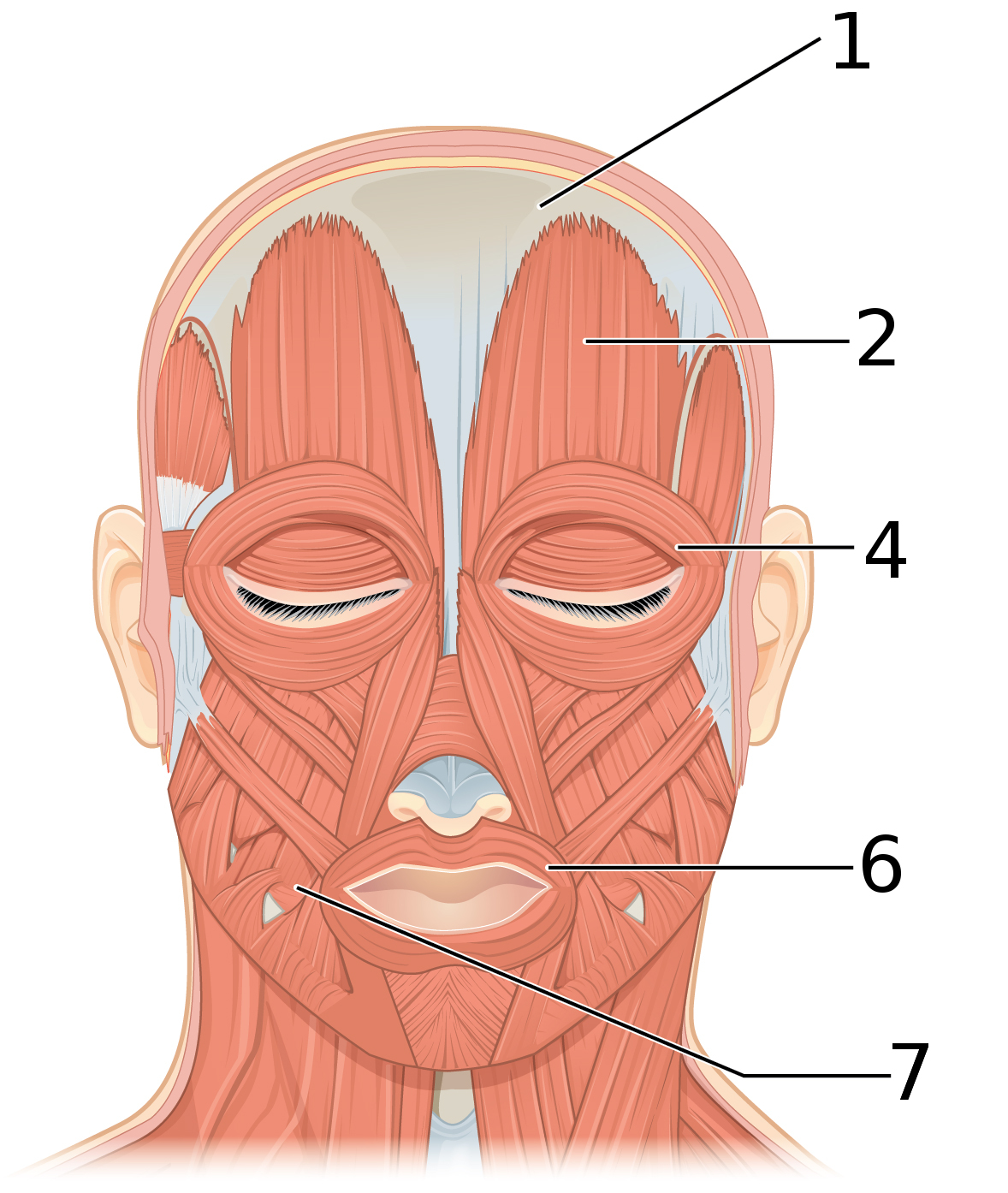
Epicranial aponeurosis from a frontal view, labeled 1

## 같이 보기
- 널힘줄

## 참고 문헌
이 문서는 현재 퍼블릭 도메인에 속하는 그레이 해부학 제20판(1918) page 380의 내용을 기초로 작성된 글이 포함되어 있습니다.